# Speocirolana lapenita
Speocirolana lapenita is een pissebed uit de familie Cirolanidae. De wetenschappelijke naam van de soort is voor het eerst geldig gepubliceerd in 1999 door Botosaneanu & Iliffe.